# アイスバーグ (バラ)

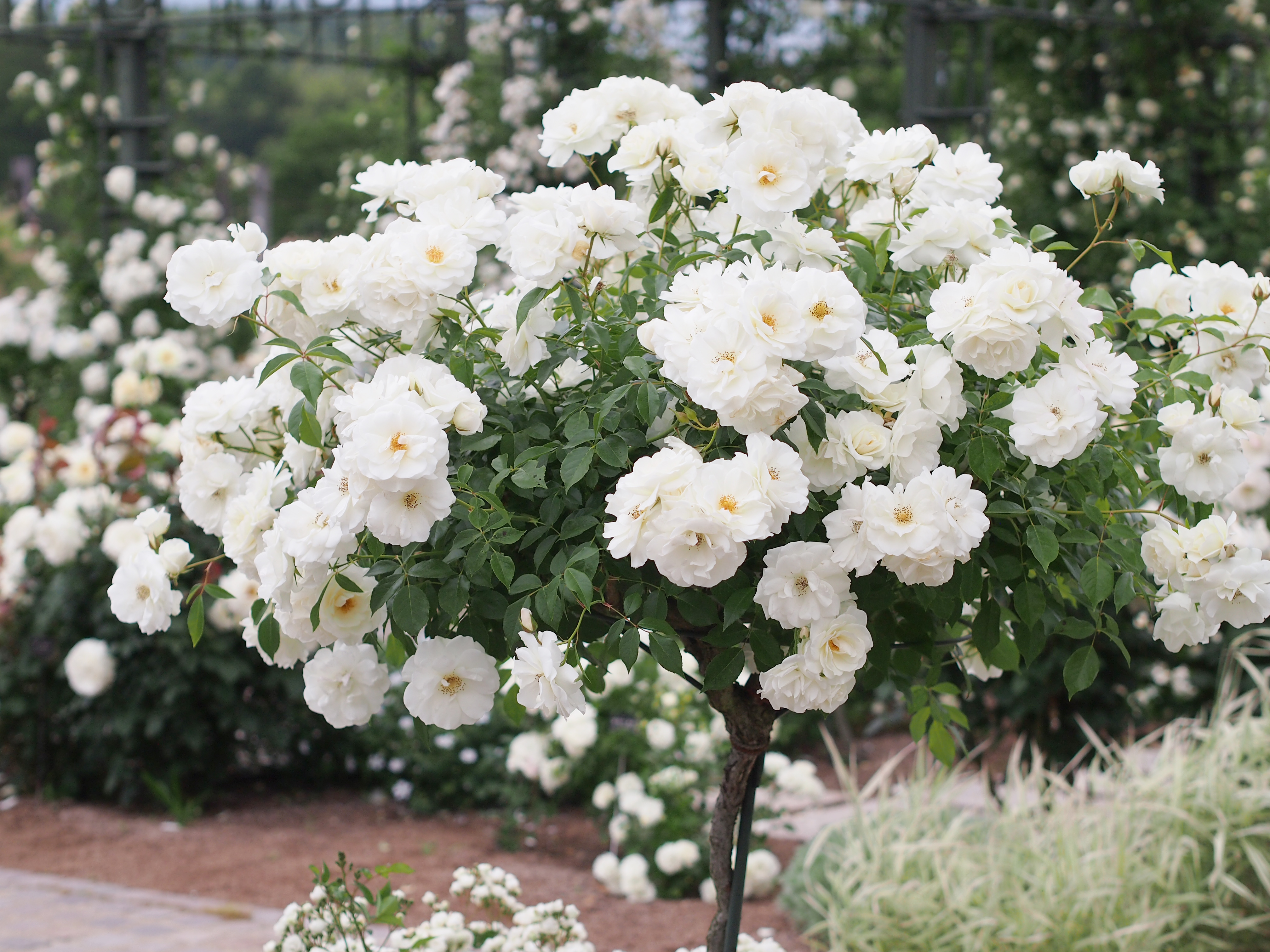
スタンダード仕立てのアイスバーグ

アイスバーグ Rosa Icebergはバラの園芸品種の一つ。1983年に世界バラ会議で殿堂入りした白バラの名花である。

## 概要
アイスバーグは木立性で半八重の8cm程度の花を咲かせる。四季咲き性。花形は丸弁平咲きまたは八重平咲きで、3-5輪の房状に花をつけるフロリバンダに分類される。花弁の枚数は約20枚。花色は白だが気温が低くなると薄い桃色が差すこともある。花弁は雨でも傷みにくく、花保ちがよい。花首が細いので、ややうなだれて花が咲く。多花性で咲く姿は名前の通り氷山の様になる。香りの質はティー香。香りの強さはいろいろで中香から微香の範囲、または無香と表示されている。葉は照り葉だが黒点病に罹り易い。ドイツ国内ではこの程度の耐病性では満足されなくなってきた、と言われている。ただ、樹勢が強いため葉を落としても芽吹きやすい。枝はしなやかで棘が少ない。また耐陰性に優れる。シュートの発生は少ない。
枝変わりとして、つるアイスバーグ、バーガンディアイスバーグ、ピンクアイスバーグ、ブリリアントピンクアイスバーグ、ブラッシングアイスバーグなどがある。これらのうち、つるアイスバーグは一季咲きである。また、同じ白の花を咲かせるが枝変わりに「しろたえ」がある。ヘリテージ、グラハム・トーマスといったイングリッシュローズの交配親となった。
当初の品種名は「シュネーヴィッチェン」(ドイツ語で白雪姫) だったが、育種家のサム・マグレディ4世が世界展開のためには英語名が必要と考え、アイスバーグに名前を変えた。フェデネージュの別名でも知られる。

### 注
1. ↑  1953年作出と書く資料も存在する[1]。
2. ↑  アイスバーグよりも弁質が丈夫で、同様に花付きがとても良い[8]。香りは中香[8]。1971年に日本の伊丹バラ園で作出された[8]。